# Lena Gunnarsson
Lena Gunnarsson, född 6 oktober 1978, är en svensk genusvetare. Hon verkar sedan 2013 vid Örebro universitet (2023 som docent) och blev 2019 även docent i genusvetenskap vid Lunds universitet. Gunnarssons forskning fokuserar ofta på kärlek, kön och makt. Hon har bland annat utforskat gråzonerna inom sexualiteten, runt samtycke, sex mot ersättning och upplevelsen av ofrivilligt singelskap.

## Biografi
Gunnarsson försöker i mycket av sin forskning runt genus och makt överbrygga en existerande klyfta som hon ser som problematisk. Det gäller klyftan mellan feministisk teori, där det poststrukturalistiska länge dominerat, och kritisk realism.

### Doktorsavhandling
2013 presenterade Gunnarsson sin doktorsavhandling On the Ontology of Love, Sexuality and Power vid Örebro universitet. Hon valde lärosätet i syfte att få möjlighet till handledning av Anna G. Jónasdóttir; 2018 var de två samt Adriana García Andrade för övrigt redaktörer för den Routledge-publicerade antologin Feminism and the Power of Love. I avhandlingen, som bar undertiteln "Towards a Feminist-Realist Depth Approach", anser hon att människans naturliga behov av kärlek bidrar till könsmaktsordningen. Detta att naturliga behov kan skapa ojämlika relationer mellan könen menar hon kunde vara en utmanande tanke för en del feministiska teoretiker. 
Gunnarsson anser bland annat att män inte har samma behov av personlig bekräftelse, vilket kunde göra kvinnor mer utsatta för manlig exploatering av kvinnors kärlek. En möjlig lösning är enligt Gunnarsson att kvinnor behöver ersätta mer av sin kärlek till män till en mot varandra, dels vända kraften inåt för att nå större inre styrka och mindre beroende av män. I detta hämtar Gunnarsson tankar från Roy Bhaskar och hans utveckling av begreppet kritisk realism.
Avhandlingen gavs året efter ut på det akademiska förlaget Routledge under titeln The Contradictions of Love.

### Samtyckets gråzoner
2020 publicerades boken Samtyckesdynamiker. Den lyfter fram gråzonen kring det sexuella inom relationer, där frivilligheten i samvaron inte alltid blir föremål för tankar hos någon av de inblandade. Trots 2018 års svenska samtyckeslag – och liknande lagstiftning i andra länder – finns det enligt Gunnarsson många intima och privata beteenden som går bortom det juridiska. Det kan i många fall handla om omedvetna kompromisser för att upprätthålla en önskad relation. Gunnarsson lyfter också ett ofta outtalat fenomen kring mansrollen, att män ibland ständigt förutsätts vilja ha sex och att riskerna för övergrepp har olika dimensioner.
Boken kom 2025 i översättning till engelska, under titeln Dynamics of Sexual Consent.

### Om sugardejtning
Mellan 2019 och 2021 arbetade Gunnarsson, tillsammans med Sofia Strid, med forskningsprojektet "Mellan relation och prostitution". Det syftade till att kartlägga och bättre förstå sugardejtning – ett fenomen som blivit allt vanligare i det moderna kapitalistiska samhället – och dess dubbla identitet som social relation och prostitution. Inom sugardejtning ägnar sig ofta både säljare och köpare åt en medveten distansering, bort från prostitutionen, där köparen vill nå och umgås med en människa och säljaren samtidigt motivera sitt beteende som normalt och självvalt. Ett vanligt scenario inom denna kultur är unga kvinnor som lockas av glamour och gåvor och män som väljer att köpa personlig bekräftelse. Sugardejtning verkar också i en digitaliserad miljö, där internet bidragit till att göra gränserna för sexköp allt otydligare och mindre konkreta.
Gunnarssons bok lyfter också fram den stora variationen inom beteendet. Där behöver sex inte vara inblandat, medan äkta känslor å andra sidan kan finnas med. Det kan också ibland – på en komplicerad dejtingmarknad – vara det ofta tidskrävande dejtandet som blir den egentliga eller åtminstone viktigaste "handelsvaran". Detta kan även innebära att det transaktionella istället gäller hela den mänskliga upplevelsen, något som innebär en större mängd emotionellt arbete.

### Annat skrivande
Under 2000-talet skrev Gunnarsson återkommande i ämnen runt relationer och makt, i tidskrifter som Bang och Socialistisk Debatt eller för Centrum för genusvetenskap vid Göteborgs universitet. Under 2020-talet har hon bland annat yttrat sig i ämnen som AI-chattbottar, saluförandet av "flickvänsupplevelser" och det moderna samhällets allmänna kommersialisering av intimitet.